# Eumacronychia armilla
Eumacronychia armilla är en tvåvingeart som beskrevs av Henry J. Reinhard 1965. Eumacronychia armilla ingår i släktet Eumacronychia och familjen köttflugor. Inga underarter finns listade i Catalogue of Life.